# Bangor (Wisconsin)
Bangor is een plaats (village) in de Amerikaanse staat Wisconsin, en valt bestuurlijk gezien onder La Crosse County. Bangor ligt aan de La Crosse River.

## Demografie
Bij de volkstelling in 2000 werd het aantal inwoners vastgesteld op 1400. In 2006 is het aantal inwoners door het United States Census Bureau geschat op 1350, een daling van 50 (-3,6%).

## Geografie
Volgens het United States Census Bureau beslaat de plaats een oppervlakte van 2,8 km², geheel bestaande uit land. Bangor ligt op ongeveer 223 m boven zeeniveau.

## Plaatsen in de nabije omgeving
De onderstaande figuur toont nabijgelegen plaatsen in een straal van 20 km rond Bangor.

## Geboren
- Lester Albert Trimble (1923-1986), componist, muziekpedagoog en muziekcriticus